# Homogenitätsprinzip (Wirtschaft)
Dieser Artikel wurde aufgrund inhaltlicher und/oder formaler Mängel auf der Qualitätssicherungsseite des Portals Wirtschaft eingetragen. 
Du kannst helfen, indem du die dort genannten Mängel beseitigst oder dich an der Diskussion beteiligst.
Das Homogenitätsprinzip dient zur Regionenabgrenzung, um Kennziffern statistisch zu ermitteln. 
Es gibt zwei Verfahren. Das erste Verfahren ist ein „multivariates statistisches Analyseverfahren zur Abgrenzung von homogenen Regionen“ (BATHELT et al. 2002:45) oder auch Clustering genannt. Dieses Verfahren wird so lange angewendet, bis in der erfassten Region das vorgegebene Kriterium zu inhomogen, oder anders gesagt, zu heterogen wird. 
Des Weiteren gibt es noch die Kennziffernmethode, die als statistische Größen das BIP pro Kopf und die Arbeitslosigkeit verwendet. Die Regionen können nun nach Schwellenwerten und/oder Klassen eingeteilt werden. Ein Beispiel hierfür ist das ausführliche Kartenmaterial der Prognos AG.
Weitere räumliche Diagnoseeinheiten neben dem Homogenitätsprinzip sind das Funktionalprinzip und das Verwaltungsprinzip.